# Dakotaraptor
Dakotaraptor (rövaren från Dakota) var en större art inom släktet av de kloförsedda rovdinosaurierna kallade dromaeosaurider som levde i Nordamerika under slutet av kritaperioden för 70 till 66 miljoner år sedan vilket gör den till en av de sista dinosaurierna på jorden, liksom Tyrannosaurus och Triceratops. Den har fått sitt namn efter att den upptäcktes i staten South Dakota i Harding County år 2005. Själva namnet fick den inte förrän omkring tio år senare.

## Beskrivning
För att vara en dromaeosaurid var Dakotaraptor mycket stor då den mätte nära fem meter från nos till svansspets och vägde 350 kilo, vilket matchar storleken hos en annan stor dromaeosaurid kallad Utahraptor som levde fler årmiljoner tidigare på samma kontinent. Dock saknar Dakotaraptor Utahraptors anpassningar och proportioner då den verkar ha varit bättre byggd för snabbhet och smidighet än Utahraptor, var något mindre i storlek och till utseendet liknar mer den mindre dromaeosaurien Deinonychus. En tydlig skillnad från större dromaeosaurider var att skenbenet hos Dakotaraptor är längre än lårbenet vilket gav en bra löpkapacitet. 
På varje bakfots andra tå hade Dakotaraptor likt andra dromaeosaurier en stor böjd klo. Klon hos just Dakotaraptor var stor och robust, kunde bli upp till 24 centimeter lång med en diameter på 16 centimeter och kan ha varit ett effektivt redskap under jakt för att kunna fälla bytesdjur. När Dakotaraptor gick eller sprang hölls klon tillbaka, men då Dakotaraptor anföll fälldes klon ner och fick fäste i bytet.

## Levnadssätt
Om Dakotaraptor jagade i grupp kan de ha samarbetat för att fälla större byten som hadrosaurien Edmontosaurus genom sina dödande klor som kunde orsaka dödande skador. Ensam gav den sig troligen sällan på djur som var mycket större än den själv, utan anföll mindre byten som strutsdinosaurierna Ornithomimus och Struthiomimus, den lilla horndinosaurien Leptoceratops, den mindre ornithopoden Thescelosaurus eller benskalledinosaurien Pachycephalosaurus.  